# UTC+5
| Verde scuro | Fuso orario di Kaliningrad (UTC+2).    |
| Rosso       | Fuso orario di Mosca (UTC+3).          |
| Celeste     | Fuso orario di Samara (UTC+4).         |
| Giallo      | Fuso orario di Ekaterinburg (UTC+5).   |
| Ciano       | Fuso orario di Omsk (UTC+6).           |
| Pistacchio  | Fuso orario di Krasnojarsk (UTC+7).    |
| Viola       | Fuso orario di Irkutsk (UTC+8).        |
| Blu         | Fuso orario di Jakutsk (UTC+9).        |
| Verde       | Fuso orario di Vladivostok (UTC+10).   |
| Albicocca   | Fuso orario di Srednekolymsk (UTC+11). |
| Rosso scuro | Fuso orario della Kamčatka (UTC+12).   |

UTC+5 è un fuso orario, in anticipo di 5 ore sull'UTC.

## Zone
È utilizzato nei seguenti territori:
- Australia:
  - Isole Heard e McDonald
- Francia:
  - Isole Kerguelen
  - Isole Saint Paul e Amsterdam
- Kazakistan
- Maldive
- Pakistan
- Russia (Fuso orario di Ekaterinburg):
  - Circondario federale degli Urali
  - Circondario federale del Volga:
    - Baschiria
    - Oblast' di Orenburg
    - Territorio di Perm'
- Tagikistan
- Turkmenistan
- Uzbekistan

## Geografia
In teoria UTC+5 concerne una zona del globo compresa tra 67,5° e 82,5° E e l'ora inizialmente utilizzata corrispondeva all'ora solare media del 75º meridiano est (riferimento soppiantato dal UTC nel 1972). Per ragioni pratiche, i paesi in questo fuso orario coprono un'area molto più estesa.

## Ora legale
Attualmente nessuna zona a UTC+5 osserva l'ora legale, passando a UTC+6. L'UTC+5 fu adottato dall'Armenia e dall'Azerbaigian come ora legale nel periodo estivo rispettivamente dal 1981 al 2012 e dal 1981 al 2016.